# 欧文·普莱因·内默斯经济学奖
欧文·普莱因·内默斯经济学奖（英語：Erwin Plein Nemmers Prize in Economics）是由美国西北大学每两年颁发一次的经济学奖项。它最初和弗雷德里克·埃瑟·内默斯数学奖同时设立，是内默斯兄弟1400万美元捐赠的产物。8位内默斯经济学奖得主还获得了诺贝尔经济学奖：彼得·戴蒙德，托马斯·萨金特，罗伯特·奥曼，丹尼尔·麦克法登，爱德华·普雷斯科特，拉尔斯·彼得·汉森、让·梯若尔和克劳迪娅·戈尔丁。

## 获奖者
- 2022年：爱丽儿·阿克斯
- 2020年：克劳迪娅·戈尔丁（2023年诺贝尔奖得主）
- 2018年：戴维·克雷普斯
- 2016年：理查德·布伦德尔
- 2014年：让·梯若尔（2014年诺贝尔奖得主）
- 2012年：达隆·阿齐默鲁
- 2010年：埃尔赫南·赫尔普曼
- 2008年：保罗·米尔格龙
- 2006年：拉尔斯·彼得·汉森（2013年诺贝尔奖得主）
- 2004年： 阿里埃勒·鲁宾斯坦
- 2002年： 爱德华·普雷斯科特（2004年诺贝尔奖得主）
- 2000年： 丹尼尔·麦克法登（2000年诺贝尔奖得主）
- 1998年： 罗伯特·约翰·奥曼（2005年诺贝尔奖得主）
- 1996年： 托瑪斯·薩金特（2011年诺贝尔奖得主）
- 1994年： 彼得·戴蒙德（2010年诺贝尔奖得主）